# CM-3220
La CM-3220 es una carretera autonómica de segundo nivel que discurre por la comunidad autónoma de Castilla-La Mancha, España, concretamente por Almansa.
Es un tramo de la antigua carretera comarcal que unía Almansa y Murcia por Yecla, la C-3223.

## Trazado
La carretera CM-3220 une las ciudades de Almansa y Yecla, tiene una longitud de 22 kilómetros y presenta un firme en muy buen estado.
El tramo de la antigua C-3223 que transcurría por Almansa fue transferido a la Junta de Comunidades de Castilla-La Mancha que procedió a su acondicionamiento tal y como hoy la conocemos, eliminando gran cantidad de curvas, ampliando su anchura y creando arcenes.

## Desvíos y accesos
| Kilómetro | Tipo de Enlace | Accesos                        |
| --------- | -------------- | ------------------------------ |
| 0         | Inicio         | Almansa (N-430)                |
| 22        | Fin            | Límite con la Región de Murcia |

- Datos: Q19975398